# Вернер Вітте
Вернер Вітте (нім. Werner Witte; 5 січня 1915, Берлін — 15 липня 1943, Атлантичний океан) — німецький офіцер-підводник, корветтен-капітан крігсмаріне. Кавалер Німецького хреста в золоті.

## Біографія
5 квітня 1935 року вступив на флот. З серпня 1939 року — прапор-лейтенант в штабі командувача підводними човнами на Сході. З вересня 1939 року служив в 13-му дивізіону корабельних гармат. З березня 1940 року — вахтовий офіцер на міноносці «Ганзейське місто Данциг». З липня 1940 року — командир тральщика 15-ї флотилії мінних тральщиків. З вересня 1941 по лютий 1942 року пройшов курс підводника. З березня 1942 року — 1-ї вахтовий офіцер на підводному човні U-109. В липні-серпні пройшов курс командира човна. З вересня 1942 року — командир U-509, на якому здійснив 3 походи (разом 196 днів у морі). 15 липня 1943 року U-509 був потоплений в Північній Атлантиці південніше Азорських островів (34°02′ пн. ш. 26°01′ зх. д.) торпедою бомбардувальника «Евенджер» при підмозі винищувача «Вайлдкет» з ескортного авіаносця ВМС США «Санті». Всі 54 члени екіпажу загинули.
Всього за час бойових дій потопив 6 кораблів загальною водотоннажністю 36 220 тонн і пошкодив 3 кораблі загальною водотоннажністю 20 014 тонн.
| Дата           | Назва корабля                             | Тип                   | Тоннаж | Вантаж                                                                           | Екіпаж | Загинули | Nat.               | Конвой |
| -------------- | ----------------------------------------- | --------------------- | ------ | -------------------------------------------------------------------------------- | ------ | -------- | ------------------ | ------ |
| 26 жовтня 1942 | Anglo Mærsk (пошкоджений)                 | Тепловий танкер       | 7,705  | Баласт                                                                           | 35     | 0        | Британська імперія | SL-125 |
| 27 жовтня 1942 | Pacific Star                              | Торговий пароплав     | 7,951  | 5037 тонн мороженого м'яса та генеральних вантажів                               | 96     | 0        | Британська імперія | SL-125 |
| 27 жовтня 1942 | Stentor                                   | Торговий теплохід     | 6,148  | 6000 тонн західноафриканської продукції                                          | 246    | 44       | Британська імперія | SL-125 |
| 28 жовтня 1942 | Nagpore                                   | Торговий пароплав     | 5,283  | 7000 тонн генеральних вантажів, у тому числі 1501 тонна міді                     | 73     | 20       | Британська імперія | SL-125 |
| 28 жовтня 1942 | Hopecastle (пошкоджений)                  | Торговий теплохід     | 5,178  | 2500 тонн магнезиту та ільменіту і 3000 тонн генеральних вантажів, включаючи чай | 45     | 1        | Британська імперія | SL-125 |
| 29 жовтня 1942 | Corinaldo (пошкоджений)                   | Торговий пароплав     | 7,131  | 5141 тонна мороженого м'яса                                                      | 58     | 8        | Британська імперія | SL-125 |
| 30 жовтня 1942 | Brittany                                  | Торговий теплохід     | 4,772  | 7132 тонни шкур, рису і бавовни                                                  | 58     | 14       | Британська імперія | SL-125 |
| 10 лютого 1943 | Queen Anne                                | Торговий теплохід     | 4,937  | 6126 тонн державних запасів і 698 тонн генеральних вантажів, включаючи вибухівку | 44     | 5        | Британська імперія | CA-11  |
| 2 квітня 1943  | City of Baroda (безповоротно пошкоджений) | Пасажирський пароплав | 7,129  | 7000 тонн генеральних вантажів і 1500 мішків пошти                               | 338    | 13       | Британська імперія | NC-9   |

## Звання
- Кандидат в офіцери (5 квітня 1935)
- Морський кадет (25 вересня 1935)
- Фенріх-цур-зее (1 липня 1936)
- Оберфенріх-цур-зее (1 січня 1938)
- Лейтенант-цур-зее (1 жовтня 1938)
- Оберлейтенант-цур-зее (1 жовтня 1939)
- Капітан-лейтенант (1 лютого 1943)
- Корветтен-капітан (1 липня 1943) — посмертно підвищений заднім числом.

## Нагороди
- Медаль «За вислугу років у Вермахті» 4-го класу (4 роки)
- Залізний хрест 2-го і 1-го класу
- Нагрудний знак підводника
- Німецький хрест в золоті (7 січня 1944, посмертно)